# Сребърен куршум
Сребърният куршум във фолклора е куршум, излят от сребро, който често е едно от малкото оръжия, които са ефективни срещу върколак или вещица.
Ефективността на сребърния през оловния куршум не е известна.
Терминът „сребърен куршум“ също е метафора за просто, на пръв поглед магическо, решение на труден проблем: например пеницилинът около 1930 г. е „сребърен куршум“, който позволява на лекарите да лекуват и успешно лекуват много бактериални инфекции.

## Във фолклора
Някои автори твърдят, че идеята за предполагаемата уязвимост на върколака към среброто датира от Звяра от Жеводан, животно-човекоядец, убито от ловеца Жан Шастел през 1767 г. Твърденията за Шастел, за който се твърди, че е използвал пистолет със сребърни куршуми, са получени от изкривена подробност, основана предимно на „Histoire fidèle de la bête en Gévaudan“ (1946) от Анри Пура. В този роман френският писател си представя, че звярът е застрелян благодарение на измислени медали на Дева Мария, носени от Жан Шастел в шапката му и впоследствие претопени на куршуми.
В приказката „Двамата братя“ на Братя Грим, бронеустойчива вещица е свалена от сребърни копчета, изстреляни от пистолет.
В някои епични народни песни за българския бунтовник Дельо войвода той е описан като неуязвим за нормалните оръжия, налагайки враговете му да стрелят със сребърен куршум, за да го убият.